# Inzulinpumpa
Az inzulinpumpa gyógyászati segédeszköz, amelyet inzulinadagoláshoz használnak a cukorbetegség kezelésénél. Az inzulinpumpa egy kicsiny tartályból előre meghatározott program szerint folyamatosan adagolja az inzulint a bőr alá szúrt, kis tűn keresztül. Szükség esetén (pl. étkezés előtt) lehetőség van nagyobb adag inzulin befecskendezésére is. Az inzulinpumpa egy alternatív terápiás kezelés az injekcióval vagy inzulin tollal naponta többször adagolt inzulininjekciózáshoz képest, és intenzív inzulinterápiára ad lehetőséget szöveti vércukor-monitorral és szénhidrátszámolással kombinálva.
Az eszköz beállításai a kialakítás szerint változóak. Egy hagyományos pumpa az alábbiakat tartalmazza:
- a pumpát (beleértve a vezérlőberendezést, a feldolgozó egységet és elemeket)
- egy eldobható inzulintartályt (a pumpán belül)
- eldobható infúziós szereléket, amely tartalmazza a kanült a bőr alá illesztéshez, valamint egy csőrendszert, ami a kanülhöz csatlakoztatja az inzulintartályt.

Más konfigurációk is lehetségesek. Pl. az újabb modellek tartalmazhatnak eldobható megoldásokat a pumpálási mechanizmushoz és kiküszöbölhetik az infúziós szett csőrendszerét.

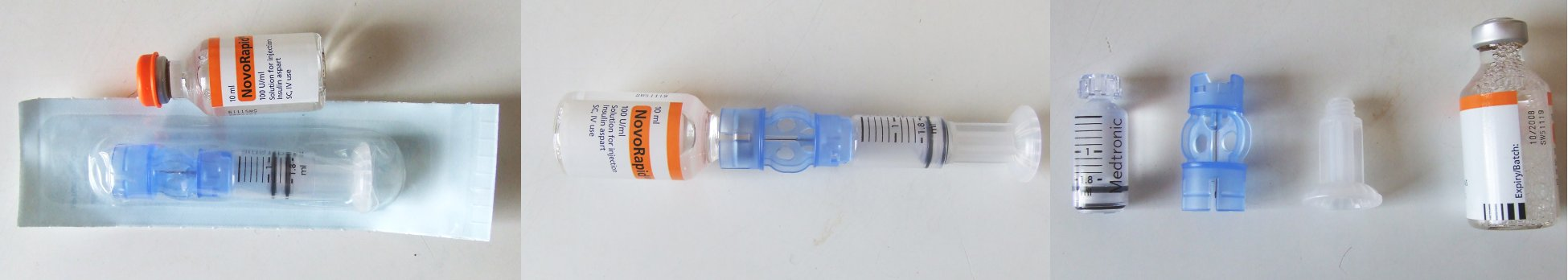
Inzulinpumpa-tartály feltöltése. (balról jobbra) 1: a tartály steril csomagolásban. 2: a tartály megtöltése. 3: a tartály tűvel és eltávolított dugattyúval, készen áll a készülékbehelyezésre

## Az inzulin
Ahhoz, hogy a glükóz bejuthasson a sejtekbe, mindenkinél – legyen szó akár cukorbetegről, akár egészséges emberről – folyamatos inzulinellátásra van szükség. Ha az inzulin nem áll rendelkezésre, akkor a glükóz a vérben és a szövetközi folyadékban marad. Ennek következtében a vér, illetve a szövetközi folyadék glükózszintje megemelkedik, miközben a sejtek „éheznek”, mert nem jutnak energiához.
Az inzulin a sejtfal egy speciális pontjára – amit receptornak (vagy csatlakozási pontnak) nevezünk – kapcsolódva segíti elő a glükóz bejutását a sejtek belsejébe. Miután az inzulin csatlakozott a sejtfalra, olyan kémiai reakció megy végbe, amely átjárhatóvá teszi a sejt falát a glükóz számára. Ezért is mondjuk, hogy az inzulin a „kulcs”, amely kinyitja a sejteket.
A diabétesz esetleges kialakulásáig a hasnyálmirigy szinte folyamatosan termeli az inzulint. Hogy mennyit, az mindig a szervezetünkben lévő glükóz mennyiségétől függ. A hasnyálmirigy állandóan figyeli a vér glükóztartalmát, és pontosan annyi inzulint állít elő, amennyi a vércukorszint egyensúlyban tartásához szükséges. Amikor kevés a vérben a glükóz – például két étkezés között vagy alvás közben –, akkor a hasnyálmirigy kevesebb inzulint állít elő (ezt nevezzük bázisinzulinnak). Ha viszont megemelkedik a vér glükózszintje – például evés után –, a hasnyálmirigy is több inzulint termel és bocsát ki (ez a bólusinzulin).

### A gyors hatású inzulin
A gyors hatású inzulin a rendelkezésünkre álló leggyorsabban ható inzulin. Szinte ugyanúgy hat, mint a hasnyálmirigy által előállított inzulin. Klinikai vizsgálatok azt mutatják, hogy a gyors hatású inzulin nagyon egyenletesen csökkenti a glükózszintet. Felszívódását és a szervezeten belüli hasznosulását tekintve egyaránt megbízható. Ez annyit jelent, hogy minden beadott dózis gyorshatású inzulin egyformán hat. A gyorshatású inzulin beadásakor:
- A beadást követő 10-15 percen belül bekerül a véráramba.
- Legerősebb glükózcsökkentő hatását a beadás után 1-1,5 órával éri el.
- A beadás időpontjától számított 5-6 óra elteltével megszűnik a glükózcsökkentő hatása.

### Bázisinzulin
A bázisinzulint gyakran mondják „alapinzulinnak” is. A „bázis” alapot, illetve jelen kontextusban alapmennyiséget jelent. Az egészséges hasnyálmirigy a nap 24 órájában néhány perces időközökkel inzulint választ ki. Bázisinzulin az étkezések között és alvás közben termelődik, hogy a glükóz (amit a máj bocsát ki) bejuthasson a sejtekbe, és energiával lássa el testünket. Ezen kívül az egészséges hasnyálmirigy folyamatosan figyeli a glükózszintet, és annak megfelelően növeli, illetve csökkenti az előállított bázisinzulin mennyiségét, hogy mennyi glükóz van a vérben.
A pumpa napi 24 órában apránként adagolva biztosítja azt a bázisinzulint, amely a szervezet étkezések közötti és éjszakai inzulinigényét hivatott kielégíteni. A pumpán beállítható, hogy mindig a szervezet napszakok szerint változó inzulinigényének megfelelő mennyiségű bázisinzulint biztosítson.

### Bólusinzulin
A hasnyálmirigy nagyobb mennyiségben is állít elő inzulint – ezt nevezzük bólusinzulinnak. A „bólus” nagy mennyiséget jelent. Szervezetünk akkor igényli ezt a nagyobb inzulinmennyiséget, amikor eszünk, és ezért sok glükóz kerül a véráramba. Az egészséges hasnyálmirigy figyeli, hogy mennyi glükóz kerül a vérbe evés után, és pontosan annyi inzulint választ ki, amennyi a véráramba jutó glükóz mennyiségének ellensúlyozásához szükséges.
A kialakuló cukorbetegség következtében a hasnyálmirigy nem tud megfelelő mennyiségű bázis- és bólusinzulint előállítani. Ilyenkor injekció vagy inzulinpumpa segítségével kell pótolni a hiányzó mennyiséget.
A pumpa bólusok (azaz nagyobb egyszeri inzulindózisok) beadására is alkalmas. A bólusinzulin szénhidráttartalmú ételek fogyasztása esetén, illetve a magas vércukorszint (VC-szint) korrekciójához szükséges.
A pumpa bólusok (azaz nagyobb egyszeri inzulindózisok) beadására is alkalmas. A bólusinzulin szénhidráttartalmú ételek fogyasztása esetén, illetve a magas vércukorszint (VC-szint) korrekciójához szükséges. A bólus mennyiségét minden esetben a vércukormérés eredményének, az elfogyasztani kívánt szénhidrát grammban kifejezett mennyiségének, továbbá a pumpába beprogramozott különféle beállításoknak (pl. glükóz-céltartománynak) a figyelembevételével kell meghatározni.

### Adagolás
Az inzulinpumpa lehetővé teszi, hogy a bázis szükségletekhez a lassú hatású inzulint folyamatosan adagolt gyorshatású inzulin váltsa ki.
Az inzulinpumpa kétféleképpen juttatja be az egyfajta gyorshatású inzulint a szervezetbe(2):
- a bólus adagolás az elfogyasztott ételt kezeli vagy a magas vércukorszintet korrigálja;
- a bázis adagolás folyamatosan történik egy szabályozható bázis szinten, ami az étkezések közötti, és az éjszakai inzulinszükségletet biztosítja

## Az inzulinpumpa-terápia előnyei
Ha valaki cukorbeteg, legjobb, ha a hasnyálmirigy működéséhez leginkább hasonló módon adja be magának az inzulint. Az inzulinpumpa működése minden eddigi megoldásnál jobban megközelíti azt, ahogy a hasnyálmirigy adagolja az inzulint.
A diabétesz kezelésében(6) jelenleg az inzulinpumpa kezelés tekinthető a „mérvadó” megoldásnak, ugyanis a glükózszint inzulinpumpával szabályozható a legpontosabban. Két alapvető oka is van annak, hogy az inzulinpumpa kezelés miért biztosít jobb szabályozhatóságot:
1. A pumpa kizárólag gyors hatású (U100) inzulint használ.
2. A pumpa az emberi hasnyálmirigyhez hasonló módon adagolja a gyors hatású inzulint. Bázis- és bólusinzulint egyaránt biztosít – mindkettőt pontosan kiszámított adagokban.

Az inzulinpumpa kezelés több szempontból is messze a hosszú hatástartamú inzulininjekciózás(6) előtt jár. A pumpa óránként, kis adagokban, gyors hatású inzulint juttat a beteg szervezetébe, ahol az megbízhatóan és egyenletesen szívódik fel, illetve hasznosul. A bázisinzulin adagolása úgy programozható be, hogy tökéletesen igazodjon a szervezet óránként változó inzulinigényéhez, és adott esetben könnyen korrigálható.
- Az inzulinpumpa használók jobb életminőségről számolnak be azokkal szemben, akik más eszközöket használnak az inzulin bejuttatásához.
- A programozható bázissémák lehetővé teszik az inzulin időzített bevitelét változó mennyiségben különböző napszakokban. Ez különösen hasznos egyes epizódok kontrollálásánál, mint amilyen a Dawn-fenomén (hajnali-jelenség).
- Több pumpahasználó érzi úgy, hogy a pumpa általi inzulininjekció kényelmesebb és diszkrétebb, mint injekciós tű vagy pen használata.
- Az inzulinpumpa lehetővé teszi, hogy precízebb adagolású legyen az inzulin. Ezzel jobban kontrollálható a vércukorszint és a hemoglobin A1c szint, amivel csökken a cukorbetegség hosszú távú komplikációinak lehetősége.
- A szöveti cukorértékek megjelenítése és a beállított szélső értékeknél történő riasztáson túlmenően (például hipoglikémia-határ 4 mmol/l, hiperglikémia-határ 14 mmol/l) a monitoron folyamatos görbe formájában látható a szöveti cukorszint alakulása, továbbá az emelkedés és csökkenés trendje felfelé, illetve lefelé irányuló nyíl formájában is kijelzésre kerül, a változás várható függvényében ütemének (1 órán belül 1, vagy 2, vagy 3 mmol/l emelkedés vagy csökkenés). A folyamatos adatmegjelenítés lehetőséget nyújt a betegnek arra, hogy azonnal korrigáljon: szénhidrátot fogyasszon a hipoglikémia kivédésére, illetve gyors hatású/ultra gyors hatású inzulinadással gátolja meg a vércukor további emelkedését. Egyes modelleknél a beteg otthonában vagy az orvosi rendelőben internet használatával egy központi szerverre juttathatók fel az inzulinpumpában tárolt adatok, ahonnan pl. a CareLink Personal szoftver grafikus és numerikus riportokat tud készíteni a beteg, ill. az orvos igényeinek megfelelően.
- A legtöbb modern „okos” pumpák rendelkeznek „bólus varázslóval”, ami kiszámítja, hogy mennyi bólus inzulinra van szüksége a betegnek figyelembe véve a várható szénhidrát bevitelt, a vércukorszintet, és a még aktív inzulint.
- Az inzulinpumpák pontos képet mutatnak az inzulin felhasználásról az előzmények menüpontban. Több modellen ezeket az adatokat fel lehet tölteni számítógépre és így elemezni lehet a trendeket.
- A diabéteszes neuropátia a cukorbetegségben kialakuló idegi, idegrendszeri károsodás, amit a romló keringési viszonyok, és a magas vércukorszint okoznak. Több jelentés is kimutatta a neuropátiás fájdalom csökkenését, sőt megszűnését az inzulinpumpa használók körében(6).

## Az inzulinpumpa terápia hátrányai
- Az inzulinpumpa szerelékei drágábbak lehetnek, mint az injekciós inzulinterápia.
- Mivel az inzulinpumpát folyamatosan kell viselni, a pumpahasználóknak különböző stratégiákat kell kifejleszteniük az olyan esetekre, amikor a pumpa használat közben sérülhet, pl. kemény sportok közben, vagy úszásnál. Néhány használó kellemetlennek találhatja a pumpa folyamatos viselését.
- A betegnél diabéteszes ketoacidózis alakulhat ki, ha nem kap kellő mennyiségű gyors hatású inzulint több órán keresztül. Ez akkor fordulhat elő, ha a pumpával vagy szerelékeivel gondok adódnak; pl. lemerül az elem, kiürül az inzulintartály, a kanül elmozdul helyéről. Ennek elkerülése érdekében érdemes naponta többször mérni a vércukorszintet.
- Ha meghibásodna a pumpa, vissza kell térni átmenetileg a napi többszöri injekciózáshoz. Ugyanakkor egyes pumpagyártó szolgáltatásai tartalmazzák, hogy pumpahibánál 24 órában belül házhoz szállítják a cserekészüléket. Ráadásul a pumpák folyamatosan ellenőrzik saját működésüket – akár napi 4 milliószor – amit egy másodlagos processzor végez el.
- Előfordulhat, hogy a páciens allergiás az infúziós szett anyagára, ami függ az egyéntől, a pumpagyártótól és az infúziós szett típusától.

## Az inzulinpumpa története
Az első inzulinpumpát Dr. Arnold Kadish tervezte meg 1963-ban, amit hátizsákként kellett hordani.(8) Később, 1973-ban Dean Kamen egy hordhatóbb változattal állt elő. 1976-ban megalapította az „AutoSyringe” nevű vállalatot a termék forgalmazására, melyet 1981-ben eladott a Baxter Health Care-nek.(9) Magyarországon 1999 óta érhető el az inzulinpumpa.

## Az inzulinpumpa elfogadottsága
A világ egyre elterjedtebb az inzulinpumpa használata az alábbi okok miatt:
- Egyszerűbb az inzulinbevitel azoknak, akik intenzív inzulinterápiában részesülnek.
- Pontosan adagolhatóak általa a kis mennyiségű bázisok és bólusok is, ami óriási segítség a gyermekeknél.
- Egyre nő a támogatottsága az orvosok körében, és Magyarországon az Országos Egészségbiztosítási Pénztár (OEP) is támogatja, mivel jelentősen hozzájárul a hosszú távú komplikációk csökkentéséhez.
- Rugalmasabb életmódot, nagyobb szabadságot és a fizikai korlátozottság érzésének csökkenését teszi lehetővé
- Támogató csoportok olyan technikákat mutatnak be, melyekkel az inzulinpumpa terápia használható intenzív és vízi sportoknál is. Egyre elterjedtebb a szakértői segítség felhasználói csoportok és könyvek útján.

## Legutóbbi fejlemények
Az új pumpák egyre „okosabbak” lesznek, ahogy egyre bővítik funkcióikat. Ezek egyre inkább megkönnyítik a bólus inzulinadagolással kapcsolatos feladatokat.
- aktív inzulin figyelembe vétele: Az aktív inzulin a korábban beadott bólusokból még aktív hatású, potenciális vércukor csökkentő hatással bíró inzulin mennyiség. Ennek figyelembe vételével a pumpa az új bólus mennyiségének kiszámítását támogatja, és így segít megelőzni azt, hogy a páciens túlkompenzálja a magas vércukorszintet szükségtelen bólus korrekciókkal.
- bólus kalkulátor: A pumpa szoftverjének segítségével könnyebben kiszámolható a következő inzulin bólus adagja. A felhasználó beírja az elfogyasztandó szénhidrát mennyiséget grammban és a bólus varázsló kiszámítja, hány egység inzulinra van szükség. A legutóbbi vércukorszintet és az aktív inzulint figyelembe véve az ideális inzulin adagot javasolja a betegnek, aki az adagot és a beadást jóváhagyja.
- személyre szabható jelzések: A pumpa figyelni tudja az aktivitásokat egyes napszakokban és figyelmeztetheti a felhasználót, ha egy várt aktivitás nem következne be. Ilyen lehet pl. egy elmaradt ebéd bólus, vagy egy elmaradt vércukorteszt. Ezeket a beteg személyre szabhatja.
- számítógépes felhasználói felület: Az 1990-es évek vége óta a legtöbb pumpának van számítógépes felhasználói felülete a pumpa programozásának kezelésére és dokumentálására, valamint hogy fel lehessen tölteni az inzulinpumpa adatait. Ez leegyszerűsíti a naplózást és összeköthető a diabétesz menedzsment szoftverrel.
- integráció szöveti cukormérővel: Néhány pumpa támogatja az inzulinpumpa és a szöveti cukorszintmérő közötti kommunikációt. Néhány példa:
  - A Medtronic MiniMed inzulinpumpa sorozat rádiófrekvenciás (RF) kommunikációt biztosít. Ezáltal a pumpa adatokat tud fogadni pl. az Enlite szenzortól. Az RF kapcsolat vezeték nélkül biztosítja 5 percenként a szöveti glükóz értéket a pumpa kijelzőjén. A Medtronic valós idejű REAL-Time rendszere az első, amely a folyamatos monitorozást összekapcsolta az inzulinpumpával.
  - Az Animas Vibe inzulinpumpához integrálni lehet a Dexcom G4 glükózszenzort. Vezeték nélkül csatlakoznak egymáshoz, hogy figyeljék a cukorszintet és mintákat fedezzen fel. A Dexcom G4 5 percenként méri a cukorszintet 7 napos folyamatos viselet mellett.
- egyszerű távirányítás: A Medtronic pumpákhoz opcionálisan tartozik egy RF távirányító, amely lehetővé teszi, hogy a beteg diszkréten adagolhasson magának bólus inzulint a pumpa hozzáférése nélkül. Ez a funkció 1999 óta létezik.
- Bluetooth távirányító: Az Accu-Chek Combo inzulinpumpa rendszer kétoldali Bluetooth kapcsolatot biztosít a pumpa és a vércukormérő között. Ez teljes kontrollt ad a betegnek a pumpa felett, és teljes ellenőrzést a pumpa státuszán és tevékenységén.

### Várható fejlesztések
- Amikor az inzulinpumpa technológiát folyamatos cukorszint monitorozással kombinálják, a technológia nagyon ígéretes a vércukorszint valós idejű ellenőrzése szempontjából. Jelenleg még nincsenek olyan fejlett algoritmusok, melyekkel automatikusan lehetne adagolni az inzulint a cukorszintek visszajelzése alapján. Azonban, ha ez a kör bezárul, a rendszer működhet úgy, mint egy mesterséges hasnyálmirigy.
- Duális hormon inzulinpumpák kifejlesztése, melyek inzulint vagy glükagont adagolnak. Hipoglikémiánál pl. glükagont adagolna a vércukorszint emelésére. Ez különösen értékes lenne egy zárt rendszerben, glükózszenzor ellenőrzése mellett.
- Ultragyors inzulinok: Ezek az inzulinok gyorsabban szívódnának fel, mint a jelenleg elérhető Humalog, Novorapid, amelyek kb. akár 60 perc alatt szívódnak csak fel.(16) A gyorsabb inzulint elvileg jobban össze lehetne egyeztetni az étkezésekkel, valamint gyorsabb regenerálást biztosítana a hipoglikémiás epizódokból, amikor az inzulin infúziót felfüggesztik. Ultragyors inzulin kifejlesztésén a Biodel(17), a Halozyme, és a Novo Nordisk(18) cégek dolgoznak.

### Inzulinpumpa rendszerek használatával kapcsolatos szakmai útmutatók
2016. február 12-én az Egyesült Királyság közegészségügyi és szociális ellátásokkal kapcsolatos szakmai irányelveket kidolgozó országos intézete — a NICE (National Institute for Health and Care Excellence) pozitív hangvételű állásfoglalást adott közre a Medtronic glükózszenzoros inzulinpumpa rendszereinek alkalmazásáról az 1-es típusú diabétesz szinten tartása és az akár életveszéllyel is járó hipoglikémiás epizódok megelőzése tekintetében.
Szakmai útmutató anyagában a NICE két szenzoros inzulinpumpa rendszer vizsgálata után a MiniMed Paradigm Veo rendszert ajánlja a vércukorszint szabályozására olyan 1-es típusú cukorbetegek esetében, akiknél előfordult már magatehetetlenséggel járó hipoglikémiás epizód. Meghatározása szerint hipoglikémiának azt az állapotot nevezi, amikor a beteg vércukorszintje ismétlődő jelleggel, ugyanakkor előre kiszámíthatatlan módon az alsó határérték alá esik, ami tartós szorongást vált ki belőle az állapot kiújulását illetően, és számottevően rontja életminőségét.
A MiniMed Paradigm Veo rendszer átfogó értékelésére a NICE orvosi technológiák értékelése és a diagnosztikai értékelési programjának (Diagnostics Assessment Programme) keretében került sor.
A NICE munkájának része a befogadásra jelölt új technológiák, rendszerek költséghatékonyságának vizsgálata is. A NICE szakírója arra a következtetésre jutott, hogy az Egyesült Királyság közegészségügyi rendszere betegenként akár évi 1.500 fontot (közel 600.000 Ft-ot) is megtakaríthatna a Medtronic által kifejlesztett technológia befogadásával.
A NICE elfogadta, hogy a Medtronic 2015-ben bevezette a rendszer továbbfejlesztett változatát, a MiniMed 640G rendszert is, mely 2015 augusztusától OEP támogatással a Magyarországon élő 1-es típusú cukorbetegek számára is elérhető.

## Külső hivatkozások
- http://sejk.oep.hu/ Archiválva 2015. július 16-i dátummal a Wayback Machine-ben
- Chapter 6 of Understanding Diabetes a.k.a. "The Pink Panther Book" by H. Peter Chase
- "Strike The Spike! Strategies for Combatting After-Meal Highs:" an instructional presentation by Gary Scheiner
- American Diabetes Association guide to insulin pumps
- Diabetes.co.uk guide to insulin pumps available in the UK
- The Juvenile Diabetes Research Foundation
- Diabetes Educator - Insulin pump therapy: Best practices in choosing and using infusion devices